# Ло Сяоцзюань
Ло Сяоцзюа́нь (кит. упр. 骆晓娟, пиньинь Luò Xiǎojuān, род. 12 июня 1984) — китайская фехтовальщица, олимпийская чемпионка, двукратная чемпионка мира.

## Биография
Ло Сяоцзюань родилась в 1984 году в посёлке Ваньин уезда Дафэн городского округа Яньчэн провинции Цзянсу. Когда она училась в 5-м классе, учитель физкультуры обратил внимание на её хорошие природные данные и уговорил её родителей отдать девочку в спортшколу. В Дафэнской спортшколе она занималась лёгкой атлетикой, пока в марте 1996 года представитель Яньчэнского спорткомитета не отобрал её вместе с десятком других кандидатов для подготовки первой яньчэнской женской команды по фехтованию. Уже в октябре того же года она стала чемпионкой провинции в своей возрастной группе.
В 1997 году Ло Сяоцзюань попала в спортшколу провинции Цзянсу, и уже в следующем году вошла в сборную провинции. В 2001 году она в составе команды завоевала серебряную медаль 9-й Спартакиады народов КНР, а на следующий год их команда стала чемпионами КНР. Вскоре Ло Сяоцзюань была взята в национальную сборную, и с 2003 года стала представлять КНР на международной арене.
В 2006 году Ло Сяюцзюань в составе команды завоевала золотую медаль чемпионата мира и золотую медаль Азиатских игр. В 2010 году она завоевала золотую и серебряную медали Азиатских игр, в 2011 — серебряную медаль чемпионата мира, а в 2012 — золотую медаль Олимпийских игр.